# ماري أنجليك
ماري جوزيف أنجليك (بالفرنسية: Marie-Josèphe-Angélique)‏ (1710 - 1734) من العبيد السود اتُهمت بالحريق في شارع سان بولا عام 1700 وأُعدمت في 21 يونيو 1734، ولاحقًا أُعيدت محاكمتها في العصر الحديث وبرأتها المحكمة.